# فيليب فوستر (رجل أعمال)
فيليب فوستر (بالإنجليزية: Philip Foster)‏ هو شخصية أعمال أمريكي، ولد في 29 يناير 1805 في Argyle, Maine ‏ في الولايات المتحدة، وتوفي في 17 مارس 1884 في Eagle Creek, Oregon ‏ في الولايات المتحدة.